# BMW 503

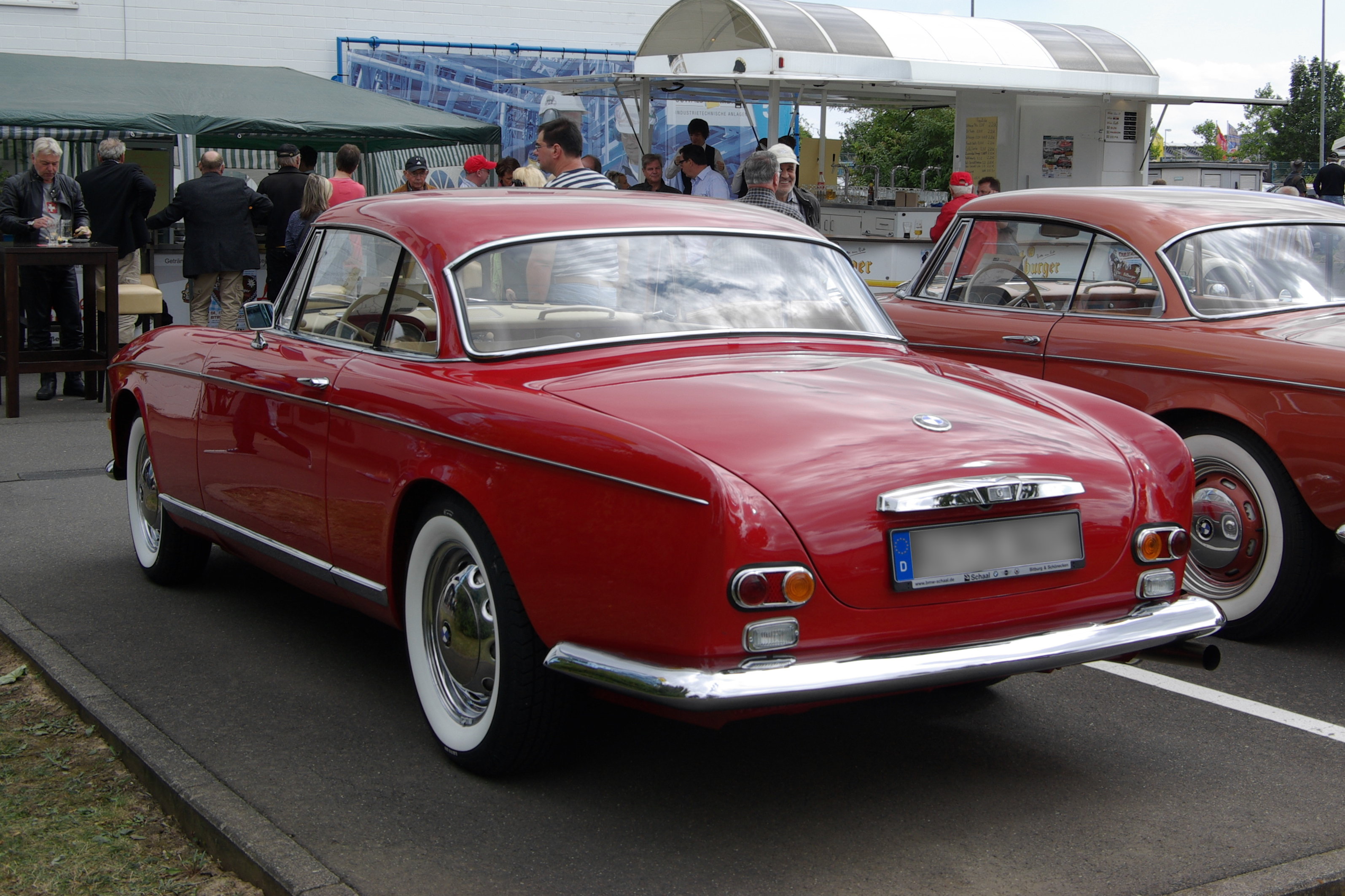
BMW 503

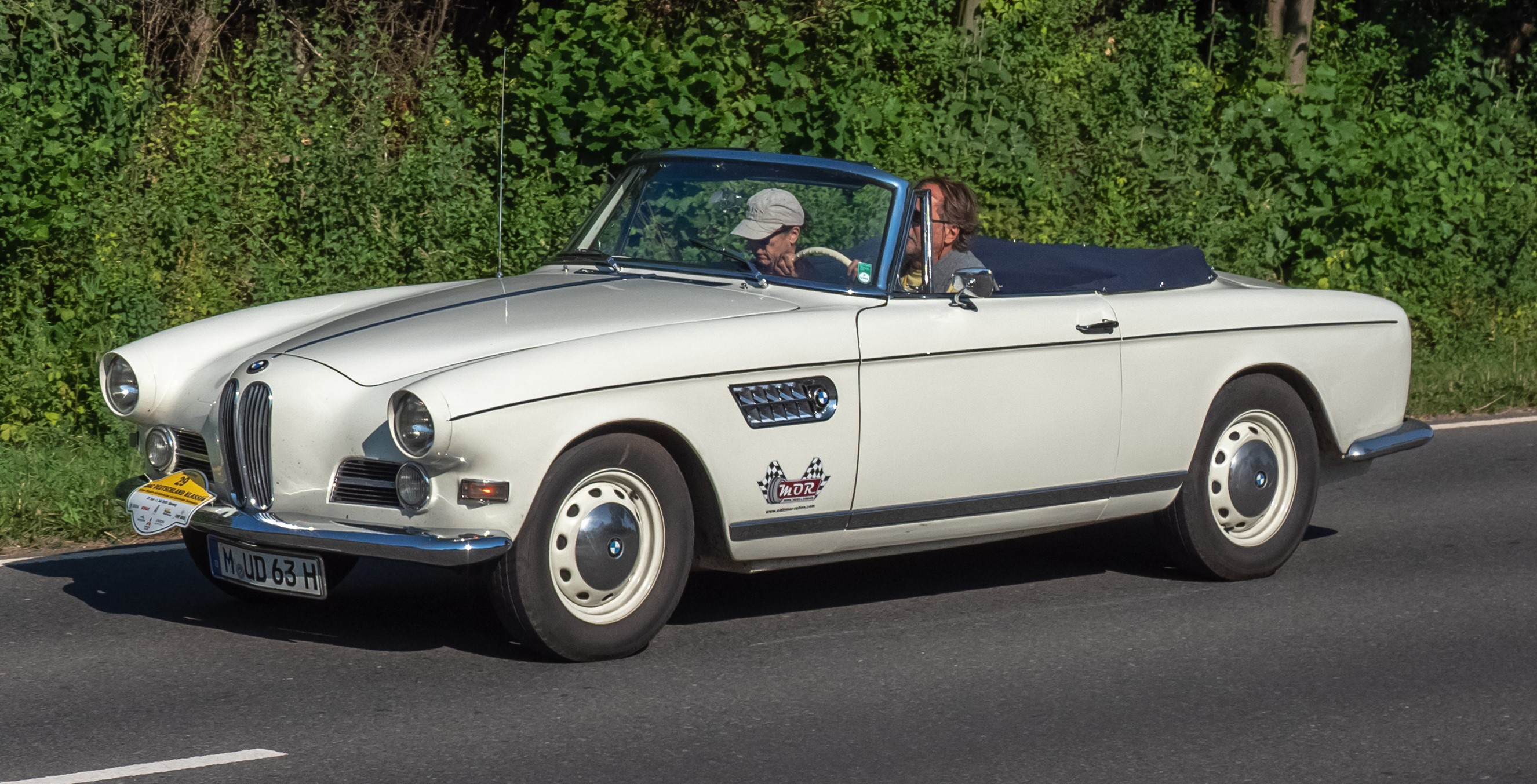
BMW 503 Cabriolet

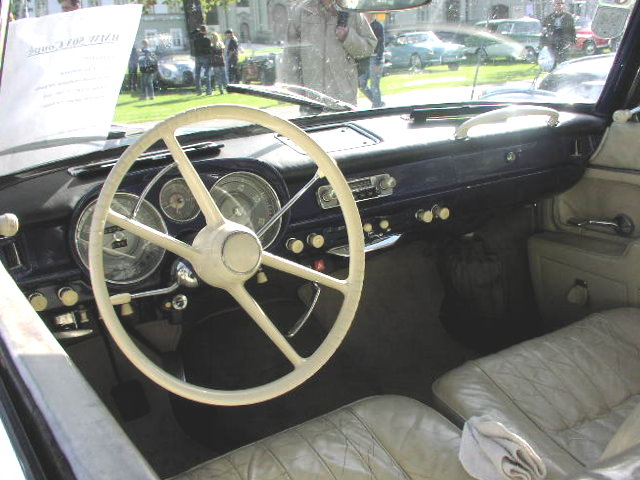

BMW 503 — автомобіль в кузові купе або кабріолет випускався в ФРН концерном BMW з травня 1956 по березень 1959 року. Машина була представлена на Франкуртському автосалоні в 1955 році.
Всього виготовлено 412 автомобілів BMW 503, з них 139 в кузові кабріолет.

## Двигун
- 3.2 л BMW OHV V8 140 к.с. при 4800 об/хв 216 Нм при 3800 об/хв

| Автомобіль | Це незавершена стаття про автомобілі. Ви можете допомогти проєкту, виправивши або дописавши її. |